# Anarthrophyllum desideratum
Anarthrophyllum desideratum är en ärtväxtart som först beskrevs av Dc., och fick sitt nu gällande namn av George Bentham. Anarthrophyllum desideratum ingår i släktet Anarthrophyllum och familjen ärtväxter.

## Underarter
Arten delas in i följande underarter:
- A. d. desideratum
- A. d. morenonis
- A. d. mustersii

## Bildgalleri

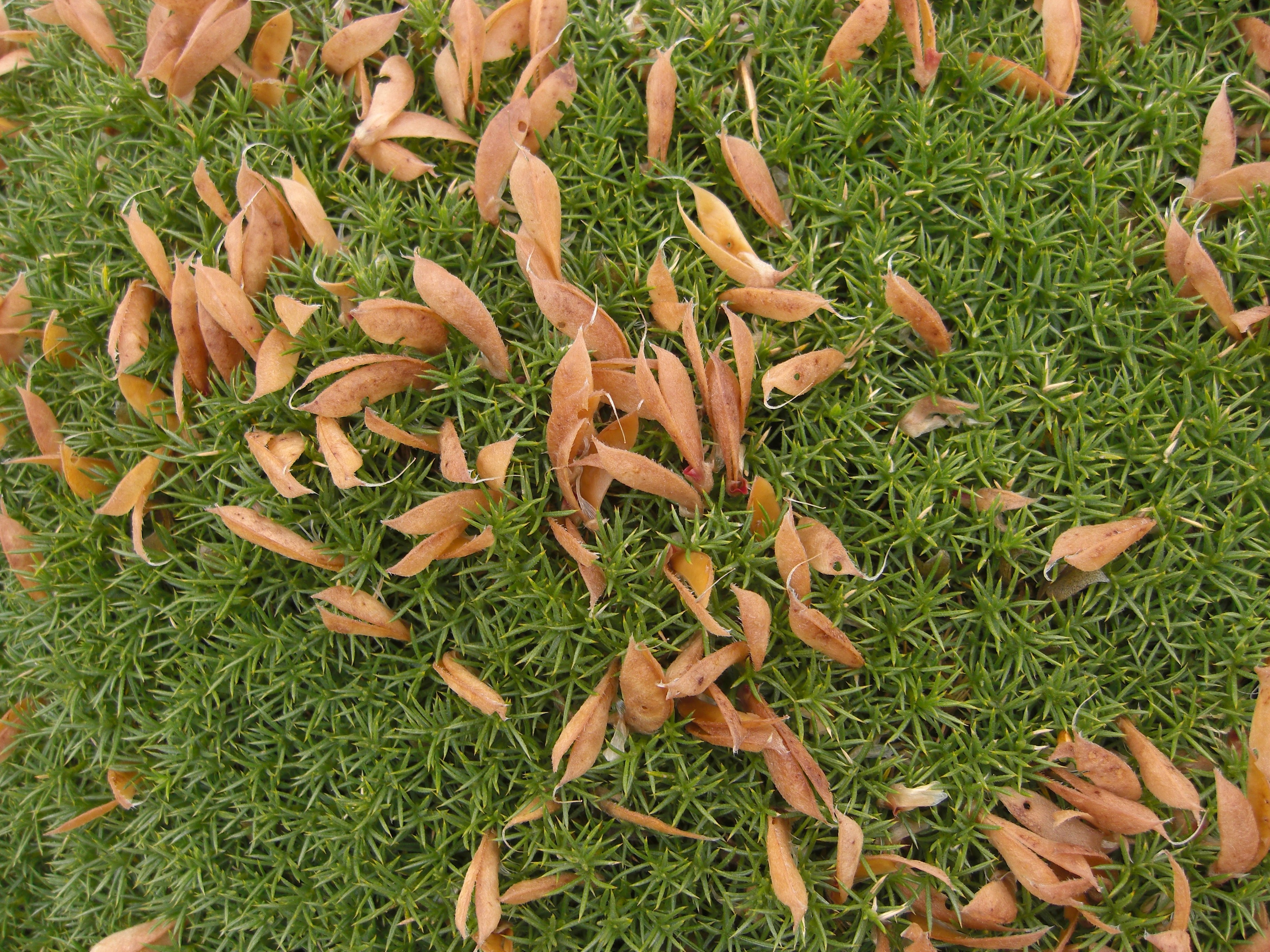